# Willem 's Gravesande
Willem Jacob 's Gravesande (n. 26 septembrie 1688 la 's-Hertogenbosch - d. 28 februarie 1742 la Leiden) a fost un matematician și filozof neerlandez, cunoscut pentru experimentele efectuate în scopul confirmării legilor mecanicii clasice.
Ca profesor de matematică, astronomie și filozofie la Universitatea din Leiden, a militat pentru propagarea ideilor lui Isaac Newton în Europa continentală.
A studiat la Universitatea din Leiden și obține doctoratul în 1707 cu o teză privind sinuciderea.
Activează în domeniul juridic la Haga, dar își cultivă și pasiunea pentru matematică, lucru concretizat în lucrarea Essai de perspective, care s-a bucurat de un deosebit elogiu din partea lui Johann Bernoulli.

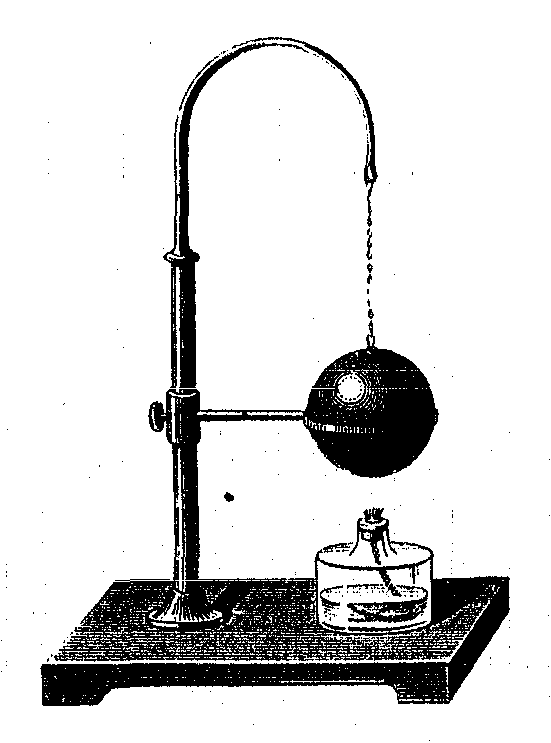
Inelul lui Gravesande

În 1715 vizitează Londra, făcând parte dintr-o delegație olandeză, și aici îi cunoaște pe regele George I și pe Isaac Newton și devine membru al Royal Society.
În 1717 intră ca profesor de matematică și astronomie la Leiden și astfel popularizează în Olanda opera lui Newton.
Astfel, în 1720 publică lucrarea Physices elementa mathematica, experimentis confirmata, sive introductio ad philosophiam Newtonianam ("Elemente matematice ale filozofiei naturale sau Introducere în filozofia lui Newton").
O experiență celebră a sa se referă la dilatarea termică.
Pentru aceasta a construit un dispozitiv, cunoscut ulterior ca inelul lui Gravesande, care are ca piese principale un inel fixat pe un stativ și o sferă metalică ce, în condiții normale, trece prin inel.
Acest lucru nu mai este posibil după ce sfera este încălzită în apă fierbinte sau în flacăra unei lămpi.
O altă mare descoperire a sa o constituie faptul că energia cinetică este proporțională cu masa corpului și pătratul vitezei acestuia.
La această constatare ajunge verificând experimental dispozitivul de mișcare perpetuă realizat de Johann Bessler.
Ca filozof, se opune concepțiilor fataliste ale lui Thomas Hobbes și Baruch Spinoza.
Asteroidul 9682 Gravesande îi poartă numele.